# Karta (mitologia)
Karta – łotewska zwiastunka śmierci. Związana z bogiem magii. Być może samodzielnie rozwijająca się hipostaza bogini losu - Laimy (Łajmy).